# Rafał Betlejewski
Rafał Piotr Betlejewski (ur. 30 października 1969 w Gdańsku) – polski performer, dziennikarz, artysta parateatralny, copywriter, działacz społeczny i pisarz, założyciel Teatru Przezroczystego. 

## Działalność zawodowa
Rafał Betlejewski jest założycielem agencji reklamowych Cytryna Agencja Reklamowa oraz Koledzy Strategia & Kreacja. Pracował m.in. nad kampanią reklamową mleka Łaciatego i sieci telefonii komórkowej Era. Został także prezesem zarządu Stowarzyszenia Ludzi Reklamy. Do 2017 r. prowadził programy DeFacto i Betlejewski. Prowokacje w TTV. W przeszłości prowadził także audycje w Polskim Radiu RDC Między innymi Betlejewski (sobota) i Science Frikszyn – o nauce przy ludziach (wtorek), z którego odszedł w proteście po zwolnieniu dyrektorki stacji, Ewy Wanat. W 2015 r. wspólnie z Ewą Wanat i Tomaszem Stawiszyńskim założył radio Medium Publiczne w ramach projektu o tej samej nazwie, tworzonego przez zespół dziennikarzy zawodowych i obywatelskich, ekspertów oraz działaczy społecznych. W 2024 skierował do Sejmu petycję wnoszącą o wprowadzenie prawnego zakazania sakramentu spowiedzi dla dzieci poniżej szesnastu lat, gdyż uważa go za formę przemocy i naruszenia intymności małoletnich. 

## Akcje społeczne

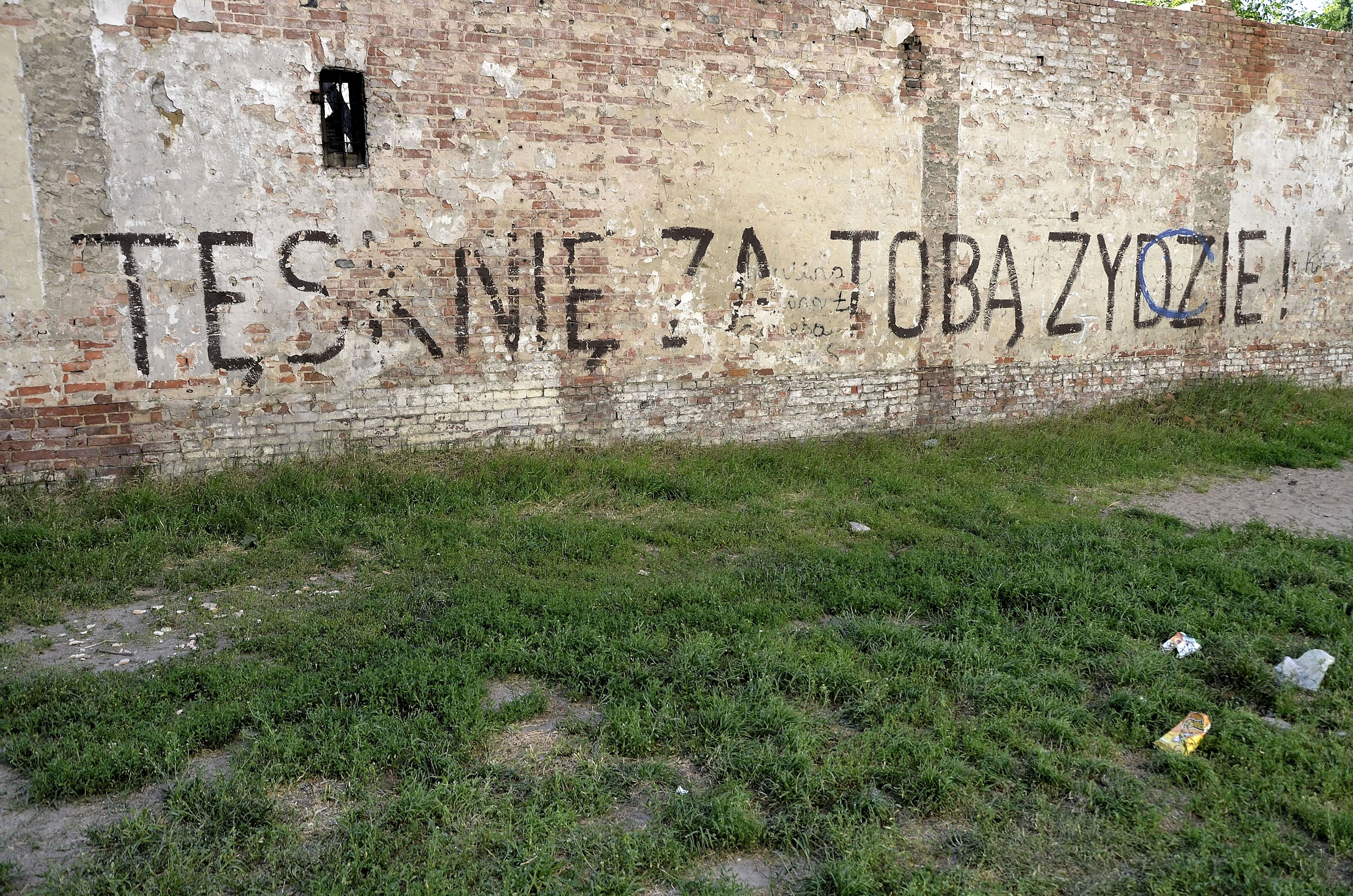
Napis Tęs Uzasadniał to swoim przekonaniem, że jest to w Waa zawie

- W 2016 kontngerująca  eksperyment telewizyjny w ramach cyklu „Betlejewski. Prowokacje”, nagrany w Radomiu, wyemitowany na antenie telewizji TTV. W programie występują zdesperowani mieszkańcy Radomia poszukujący pracy. Zostali nagrani ukrytą kamerą w zainscenizowanych scenkach podczas fikcyjnej rekrutacji do pracy. W trakcie rozmów kwalifikacyjnych wynajęci aktorzy proponowali nieświadomym uczestnikom programu dobrze płatne zajęcie, jeśli zgodzą się działać niezgodnie z prawem lub świadczyć usługi daleko wykraczające poza standardowe obowiązki służbowe. Eksperyment odbił się szerokim echem, spotkał się z krytyką części środowisk dziennikarskich, uznających działania Rafała Beltejewskiego za nieetyczne[10]. Wojciech Staszewski uznał prowokację Betlejewskiego za "zaprzeczenie dziennikarstwa"[11].
- „Hunger” (2012)
- „Beautiful Agony – Anna Politkovskaya”. W ramach tej akcji, 20 lutego 2014 na swoim kanale na YouTube, Betlejewski zamieścił niespełna dwuminutowe nagranie, w którym masturbuje się i doznaje orgazmu na klatce schodowej, na której została zamordowana Anna Politkowska. W opisie filmu zostało zaznaczone, że jest to jeden z 14 filmów nakręconych przez niego podczas artystycznej rezydencji w Moskwie na zaproszenie Narodowego Centrum Sztuki Współczesnej i Instytutu Polskiego[12]
- „Spal wstyda”. W akcji organizowanej w latach 2001–2004 Betlejewski skierował swój przekaz do pracowników, których nie satysfakcjonowała praca w firmach korporacyjnych: „Wyruchała cię korporacja, przyjdź spalić wstyda”. Happening polegał na wspólnym paleniu śladów pracy w korporacji: firmowych długopisów, dyskietek, opinii o pracowniku itp.[13]
- „Tęsknię za tobą, Żydzie”. Pomysł narodził się w 2004, samo hasło powstało rok później. Na akcję składa się kilka projektów. Jeden z nich polega na fotografowaniu się Polaków w przestrzeni publicznej, w miejscach związanych niegdyś z polskimi Żydami, wraz z pustym krzesłem i położoną na nim kipą. Inną odsłoną akcji jest wypisywanie na murach jej hasła „Tęsknię za tobą, Żydzie”. Artysta sam tworzył tego typu napisy, a także zachęcał do tego innych, za swój cel uznając usamodzielnienie się sloganu, którego obecność w świadomości społecznej zainicjował. Kolejne legalnie i nielegalnie wypisane hasła zaczęły pojawiać się w całej Polsce – ich zdjęcia twórcy mogą umieszczać na stronie internetowej akcji. Również na stronie internetowej artysta stworzył przestrzeń do prezentacji wspomnień o Żydach w Polsce i wyrażania swoich emocji związanych z tymi wspomnieniami. Cel swoich działań określił następująco:

Chcę odzyskać słowo Żyd, wyrwać je antysemitom, którzy w tym kraju są jedynymi korzystającymi z niego w sposób nieskrępowany. Dążę do zbudowania platformy służącej do wyrażania pozytywnych emocji w kierunku ludzi określanych mianem Żydów.

Kolejną odsłoną akcji był happening 11 lipca 2010 (w dzień po 69. rocznicy pogromu w Jedwabnem) pod nazwą „Płonie stodoła”. Betlejewski podpalił we wsi Zawada specjalnie na ten cel wzniesioną stodołę, w której najpierw umieścił symboliczne białe kartki od osób, którym „ciążą nieżyczliwe myśli w stosunku do Żydów”. Artysta – Polak i katolik – w swoim zamierzeniu symbolicznie zamienił się miejscami z ofiarami Holocaustu, przełamał historyczny podział, spróbował odnaleźć się w miejscu, w jakim byli Żydzi w czasie pogromu. Betlejewski nazwał to zdarzenie akcją konfesyjną i ekspiacyjną.
- „Kapliczka telewizyjna”. W 2009 akcie protestu wobec przyjętego przez parlament przepisu ustawy medialnej, mówiącego, że media publiczne mają promować wartości chrześcijańskie, Rafał Betlejewski ustawił na warszawskiej Ochocie kapliczkę, przystrojoną wstążkami i kwiatami, w której centrum zamiast świętego obrazka, znajdował się telewizor. Kapliczka działała przez dwa tygodnie, wzbudzając zainteresowanie przechodniów i mieszkańców, ale także prowokując akty agresji[13].

## Fotografia
- „Poznajmy się. Zielona Góra – tu i teraz”. W 2002 na 40 billboardach, prezentowanych na zielonogórskim deptaku, Betlejewski pod hasłem „Poznajmy się. Zielona Góra: tu i teraz” zaprezentował fotografie znanych mieszkańców miasta w zabawnych i codziennych sytuacjach: komendanta policji, panią Kasię z solarium, pracowników wytwórni wódek, chirurga ze szpitala wojewódzkiego, panią prezydent miasta.
- „Wolę Polskę”. Seria zdjęć wydanych w 2004 na pocztówkach podejmowała problem polskiego kompleksu wobec mieszkańców innych krajów. Betlejewski sfotografował w malowniczych plenerach Rio de Janeiro i Kapsztadu turystów i mieszkańców tych miast, trzymających plansze z napisami wychwalającymi Polskę: „Sopot to dla nas legenda”, „Pomieszkałoby się w Radomiu”, „Bałtyk to prawdziwy wypas”, „Niech żyje bigos”[13][16].
- „A ja, czy poszedłbym?”. Także w 2004 artysta stworzył cykl plakatów, przedstawiających kombatantów, uczestników powstania warszawskiego. Bohaterowie zdjęć przybierali na nich niecodzienne pozy, pokazani zostali w zabawnych sytuacjach.

Staszek mówił, że „chłopcy z »Parasola«” byli elitą, dlatego na zdjęciu celuje z parasolki, jakby był chłopcem bawiącym się w wojnę. Romkowi odłamek oparzył ucho, stracił słuch. Na zdjęciu śmieje się szeroko, skubiąc się za ucho.

Celem artysty było uwspółcześnienie tematu, pokazanie bohaterów powstania jako ciekawych ludzi, próba odpowiedzi na pytanie, czym dziś jest patriotyzm. Nie było to ostatnie spotkanie artysty z tematyką powstania. Betlejewski jest także autorem scenariusza do antologii komiksu 44 (2007), opowiadającego o losach powstańców warszawskich.

## Działania parateatralne
- „Mleko” („Milk – Take Away Theatre”). Pod auspicjami warszawskiego Teatru Rozmaitości – wraz z Agnieszką Podsiadlik, Erykiem Lubosem, Janem Drawnelem, Tomaszem Tyndrykiem, Rafałem Maćkowiakiem – Rafał Betlejewski w ciągu kilku miesięcy 2005 i 2006 wyreżyserował i realizował projekt „Milk – Take Away Theatre”. Afisze reklamowały przedstawienie zamawiane do domu (cena za spektakl – 500 złotych). Jego treść była owiana tajemnicą. Gdy aktorzy (występowali w zmiennym składzie po trzy osoby) zjawiali się w domu, po przywitaniu rozpoczynali półgodzinną nudną prezentację na temat rynkowej sytuacji mleka. Aktorzy pytali widzów o najlepszy slogan reklamowy dla marki mleka, oferując za pomysł nagrodę finansową. Prezentacja przeradzała się w burzę mózgów, jednak żadna z propozycji widzów nie spotykała się z uznaniem aktorów. Artyści zaczynali krytycznie komentować poziom intelektualny publiczności, jej snobizm (chęć sprowadzenia teatru do domu), wystrój wnętrza mieszkania, a nawet miny poszczególnych widzów. Dochodziło do ostrej wymiany zdań, a gdy emocje sięgały zenitu, artyści bez słowa opuszczali mieszkanie[18]. Betlejewski wyjaśniał, że poprzez skrajne emocje chciał wzbudzić w widzu katharsis. Chciał także w ten sposób „zdemaskować zasady rządzące konsumpcjonizmem, odsłonić pułapkę czyhającą za atrakcyjnym opakowaniem, zapytać o rolę teatru”[19][13].
- „I Like You and You Like Me”. Projekt został zrealizowany w nowojorskiej galerii Orchard. Wraz ze swoją kuratorką – Barbarą Piwowarską – Betlejewski zamknął się na trzy dni 2006 w sali wystawowej galerii. Społeczne role zawodowe obojga bohaterów (artysta i jego kurator) zostały przemieszane z rolami intymnymi (mężczyzna i kobieta)[13]. Pomysł zainspirowany został filmem Departure (2004) Mircei Cantora i akcją „I Like America and America Likes Me” Josepha Beuysa z 1974[20], w ramach której Beyus spędził w odizolowanym pomieszczeniu w galerii trzy dni z kojotem[21].
- „Teatr Przezroczysty”. W 2006 i 2007, pod szyldem założonego przez siebie Teatru Przezroczystego, Betlejewski wziął udział w szeregu projektów parateatralnych, które polegały na odgrywaniu typowych ról społecznych (Pisarz, Menadżer, Ojciec w parku, Nauczyciel w pociągu, Artysta na moście, Kuzyn przy obiedzie). Do każdego z przedstawień przygotowywał się, tworząc postać stereotypowego przedstawiciela danej grupy zaopatrywał się w rekwizyty charakterystyczne dla postaci. Wszystkie przedstawienia rozgrywały się w przestrzeni publicznej lub miejscach ogólnie dostępnych, np.: Nauczyciel w pociągu odgrywany był w pociągach InterCity. Aktor, korzystając ze znajomości wypowiedzi typowych dla nauczycieli, zamieszczonych na forach internetowych, inicjował rozmowę z pasażerami. Dopiero przed stacją docelową wręczał współpodróżnym ulotkę z informacją, że wzięli udział w spektaklu[22]. W tych wystąpieniach artysta odgrywał konstrukcje tożsamościowe (włączając w to także role społeczne, które rzeczywiście pełni w życiu, np. ojca), aby – jak sam mówił – „móc odzyskać nad nimi kontrolę i wprowadzić je w życie na własnych warunkach”[23].
- „Teatr Jednego Dnia”. W 2009 Betlejewski we współpracy z Instytutem Teatralnym im. Zbigniewa Raszewskiego wystosował apel, aby 27 marca 2010 z okazji Dnia Teatru każdy odegrał samego siebie. Akcję nazwał Teatrem Jednego Dnia. Artysta określił to działanie jako akcję konceptualną, rozgrywającą się przede wszystkim w przestrzeni mentalnej uczestników. Jej celem było uświadomienie ludziom, że wszyscy na co dzień nieświadomie odgrywają przeróżne role społeczne[24].

## Książki
- Lekcje Religii na Boże Narodzenie, 2021
- Jak się uwolnić od Kościoła. Poradnik w sześciu krokach, ebook, 2022
- 365 lekcji religii dla całej rodziny, która chce się wyzwolić, nakładem własnym, Warszawa 2022, ISBN 978-83-951096-1-4
- Pasożyt, 2023
- Imperium Bujdy – O kłamczuszku w czarnej sutannie i mądrych dzieciach, 2024